# Список эпизодов телесериала «Медичи»
Список эпизодов телесериала «Медичи» совместного производства Италии и Великобритании, местом действия которого является Флоренция XV века в период становления и расцвета династии Медичи. Главные роли в первом сезоне исполнили Дастин Хоффман, Ричард Мэдден и Стюарт Мартин, во втором — Шон Бин, Дэниел Шерман и Брэдли Джеймс. Телесериал был написан Фрэнком Спотницем и Николасом Мейером.

## Обзор сезонов
| Сезон | Сезон | Эпизоды | Название сезона              | Оригинальная дата выхода | Оригинальная дата выхода |
| Сезон | Сезон | Эпизоды | Название сезона              | Премьера сезона          | Финал сезона             |
| ----- | ----- | ------- | ---------------------------- | ------------------------ | ------------------------ |
|       | 1     | 8       | Медичи: Повелители Флоренции | 18 октября 2016          | 8 ноября 2016            |
|       | 2     | 8       | Медичи: Великолепный         | 23 октября 2018          | 13 ноября 2018           |
|       | 3     | 8       | Медичи: Великолепный         | 2 декабря 2019           | 11 декабря 2019          |

## Эпизоды

### Сезон 1 (2016)
| № общий | № в сезоне | Название                                  | Режиссёр              | Автор сценария               | Дата премьеры        | Зрители в Италии (млн) |
| --- | ---------- | ----------------------------------------- | --------------------- | ---------------------------- | -------------------- | ---------------------- |
| 1 | 1          | «Первородный грех» «Il Peccato Originale» | Серджио Мимика-Геззан | Фрэнк Спотниц, Николас Мейер | 18 октября 2016 года | 8,04                   |
| В 1429 году умирает Джованни Медичи. Его сын Козимо принимает на себя управление банком, занимает место отца во флорентийской синьории и поручает своему приближённому Марко Белло узнать, кто отравил Джованни. Давний противник Медичи Ринальдо Альбицци пытается убедить синьорию вступить в войну с Миланским герцогством. Двадцатью годами ранее Козимо и его младший брат Лоренцо в Риме лоббируют интересы одного из претендентов на папский престол, чтобы получить контроль над счетами Ватикана. Козимо знакомится с Донателло и заводит роман с прекрасной натурщицей Бьянкой. |            |                                           |                       |                              |                      |                        |
| 2 | 2          | «Купол и дом» «La Cupola e la Dimora»     | Серджио Мимица-Геззан | Фрэнк Спотниц                | 18 октября 2016 года | 7,14                   |
| Война вытягивает из Флоренции средства, и Козимо находит способ заключить мирное соглашение между Миланом и Луккой. Чтобы создать рабочие места и осуществить свою давнюю мечту, он нанимает архитектора Филиппо Брунеллески, чтобы тот достроил купол собора Санта Мария дель Фьоре. Двадцатью годами ранее Джованни организует брак Козимо и Контессины де Барди, острой на язык дочери дворянина, испытывающего финансовые проблемы. |            |                                           |                       |                              |                      |                        |
| 3 | 3          | «Мор» «La Peste»                          | Серджио Мимица-Геззан | Софи Петцал                  | 25 октября 2016 года | 6,73                   |
| Во Флоренцию пришла чума. Козимо увозит семью из города, чтобы избежать заражения. В это время Альбицци настраивает народ против дальнейшего строительства купола, утверждая, что пандемия началась в городе в наказание за грех Медичи — ростовщичество. Козимо возвращается в город и временно превращает недостроенный собор в госпиталь для больных. Марко Белло в поисках доказательств причастности к убийству Джованни Медичи проникает в дом Альбицци, после чего по приказу Ринальдо арестовывают Козимо. |            |                                           |                       |                              |                      |                        |
| 4 | 4          | «Судный день» «Il Giorno del Giudizio»    | Серджио Мимица-Геззан | Алекс фон Тунзелманн         | 25 октября 2016 года | 6,32                   |
| Альбицци обвиняет Козимо в ростовщичестве и попытке захвата власти в республике. Контессина и сын Козимо Пьеро пытаются собрать доказательства его невиновности, но Козимо все равно приговаривают к смерти. Лоренцо заручается поддержкой армии Сфорца и готов штурмовать город, чтобы освободить брата. В последний момент Контессине удается уговорить синьорию заменить смертный приговор на изгнание и таким образом предотвратить войну. Двадцатью годами ранее Ринальдо и Козимо сближаются после победы в турнире, и Ринальдо рассказывает новому знакомому о финансовых проблемах семьи. Козимо, не осознавая последствий, передает содержание разговора своему отцу, который пользуется этой информацией, чтобы выгнать отца Ринальдо из синьории. |            |                                           |                       |                              |                      |                        |
| 5 | 5          | «Искушение» «La Tentazione»               | Серджио Мимица-Геззан | Франческа Гардинер           | 1 ноября 2016 года   | 6,47                   |
| После изгнания Медичи Контессина остается во Флоренции. Она снова встречает старого возлюбленного, с которым была вынуждена расстаться из-за помолвки с Козимо. Он рассказывает ей о готовящейся свадьбе своей родственницы и сына Альбицци. Контессина рассказывает об этом в письме в Венецию, где Козимо всеми силами продвигает свои интересы и не оставляет попыток добиться разрешения вернуться в родной город. Он использует информацию о свадьбе, чтобы закрепить союз с дожем Венеции. Дож дарит Козимо рабыню Маддалену, в которую он начинает влюбляться. Ринальдо Альбицци пытается захватить власть в Синьории, но попытка проваливается из-за предательства Пацци.                                                                            |            |                                           |                       |                              |                      |                        |
| 6 | 6          | «Доминирование» «Predominio»              | Серджио Мимица-Геззан | Марк Дентон, Джонни Стоквуд  | 1 ноября 2016 года   | 6,02                   |
| Козимо с почестями возвращается во Флоренцию, куда привозит с собой и Маддалену. Он проводит переговоры с наемниками Альбицци, которые отказываются покидать город, пока им не заплатят обещанного. Во Флоренции ищет укрытия Папа Евгений IV. Он просит Козимо добиться для Альбицци изгнания, а не смертной казни. Однако после отъезда из Флоренции Ринальдо Альбицци и его сын погибают от рук наемников. |            |                                           |                       |                              |                      |                        |
| 7 | 7          | «Чистилище» «Purgatorio»                  | Серджио Мимица-Геззан | Эмилия ди Джироламо          | 8 ноября 2016 года   | 6,42                   |
| Козимо сажает на освободившееся место в синьории послушного ему торговца вином, которого убивают и вместо него избирают Пацци. Марко Белло рассказывает Козимо, что аптекарь, продавший яд убийце Джованни, был зарезан кинжалом Лоренцо. Козимо запирает брата в его покоях. Лоренцо утверждает, что Марко подставляет его, покрывая собственное участие в убийстве Джованни. Козимо верит Марко, когда тот отрицает, и позволяет ему уехать. Сотрудник банка Медичи Удо рассказывает братьям, что Джованни приказал избавиться от неподходящей девушки, в которую был влюблен Лоренцо, и она и её нерожденный ребенок погибли. |            |                                           |                       |                              |                      |                        |
| 8 | 8          | «Богоявление» «Epifania»                  | Серджио Мимица-Геззан | Джон Фэй                     | 8 ноября 2016 года   | 6,27                   |
| Из-за слухов о причастности Медичи к убийству Альбицци Папа переводит управление счетами Ватикана в банк Пацци. Марко и Лоренцо выслеживают настоящего убийцу и находят у него письмо, подтверждающее причастность Пацци. Солдаты Пацци освобождают преступника и убивают Лоренцо, но Козимо успевает передать письмо Евгению IV и вынуждает его вернуть счета в банк Медичи. Контессина узнает, что Маддалена беременна от Козимо. После раздумий и сомнений она убеждает мужа признать ребенка и воспитать его как Медичи. Раскрывается лицо убийцы Джованни Медичи. |            |                                           |                       |                              |                      |                        |

### Сезон 2 (2018)
| № общий | № в сезоне | Название                                             | Режиссёр    | Автор сценария                             | Дата премьеры        | Зрители в Италии (млн) |
| ------- | ---------- | ---------------------------------------------------- | ----------- | ------------------------------------------ | -------------------- | ---------------------- |
| 9       | 1          | «Старые счёты» «Vecchi rancori»                      | Джон Кассар | Фрэнк Спотниц                              | 23 октября 2018 года | 4,53                   |
| 10      | 2          | «Один против всех» «Un uomo solo»                    | Джон Кассар | Алекс фон Тунзелманн                       | 23 октября 2018 года | 3,82                   |
| 11      | 3          | «Препятствия и возможности» «Ostacoli e opportunità» | Джон Кассар | Марк Дентон, Джонни Стоквуд, Джеймс Дормер | 30 октября 2018 года | 4,50                   |
| 12      | 4          | «Кровь за кровь» «Il prezzo del sangue»              | Джон Кассар | Франческо Арланк                           | 30 октября 2018 года | 4,05                   |
| 13      | 5          | «Узы» «Legàmi»                                       | Ян Микелини | Лулу Рацка, Джеймс Дормер                  | 6 ноября 2018 года   | 4,03                   |
| 14      | 6          | «Союз» «Alleanza»                                    | Ян Микелини | Франческо Арланк                           | 6 ноября 2018 года   | 3,79                   |
| 15      | 7          | «Предательство» «Tradimento»                         | Ян Микелини | Джон Фэй                                   | 13 ноября 2018 года  | 4,29                   |
| 16      | 8          | «Месса» «Consacrazione»                              | Ян Микелини | Джон Фэй                                   | 13 ноября 2018 года  | 4,21                   |

### Сезон 3 (2019)
| № общий | № в сезоне | Название                                        | Режиссёр        | Автор сценария                               | Дата премьеры   | Зрители в Италии (млн) |
| ------- | ---------- | ----------------------------------------------- | --------------- | -------------------------------------------- | --------------- | ---------------------- |
| 17      | 1          | «Выживание» «Sopravvivenza»                     | Кристиан Дюгуай | Джеймс Дормер                                | 2 декабря 2019  | 4,84                   |
| 18      | 2          | «Десять» «I Dieci»                              | Кристиан Дюгуай | Джеймс Дормер                                | 2 декабря 2019  | 4,00                   |
| 19      | 3          | «Доверие» «Fiducia»                             | Кристиан Дюгуай | Сюжет : Крис Харфорд Телесценарий : Гай Берт | 3 декабря 2019  | 4,09                   |
| 20      | 4          | «Невиновный» «Innocenti»                        | Кристиан Дюгуай | Франческо Арланх                             | 3 декабря 2019  | 3,60                   |
| 21      | 5          | «Святой Престол» «La Santa Sede»                | Кристиан Дюгуай | Гай Берт                                     | 9 декабря 2019  | 4,10                   |
| 22      | 6          | «Незначимый человек» «Un uomo senza importanza» | Кристиан Дюгуай | Шарлотта Вулф                                | 9 декабря 2019  | 3,56                   |
| 23      | 7          | «Потерянные души» «Anime perdute»               | Кристиан Дюгуай | Неизвестно                                   | 11 декабря 2019 | н/д                    |
| 24      | 8          | «Судьба города» «Il destino della città»        | Кристиан Дюгуай | Неизвестно                                   | 11 декабря 2019 | н/д                    |